# جوزيف نيوقاردن
جوزيف نيوقاردن (بالإنجليزية:  Josef Newgarden)‏ مواليد 22 ديسمبر 1990 في هيندرسونفيل، هو سائق فورملا 1 أمريكي.

## سباقات شارك فيها
- سلسلة إندي كار
- إنديانابوليس 500

## وصلات خارجية
- جوزيف نيوقاردن على موقع Racing-Reference.info (الإنجليزية)
- جوزيف نيوقاردن على موقع DriverDB.com (الإنجليزية)

- الموقع%20الرسمي